# Посольский квартал (Пекин)

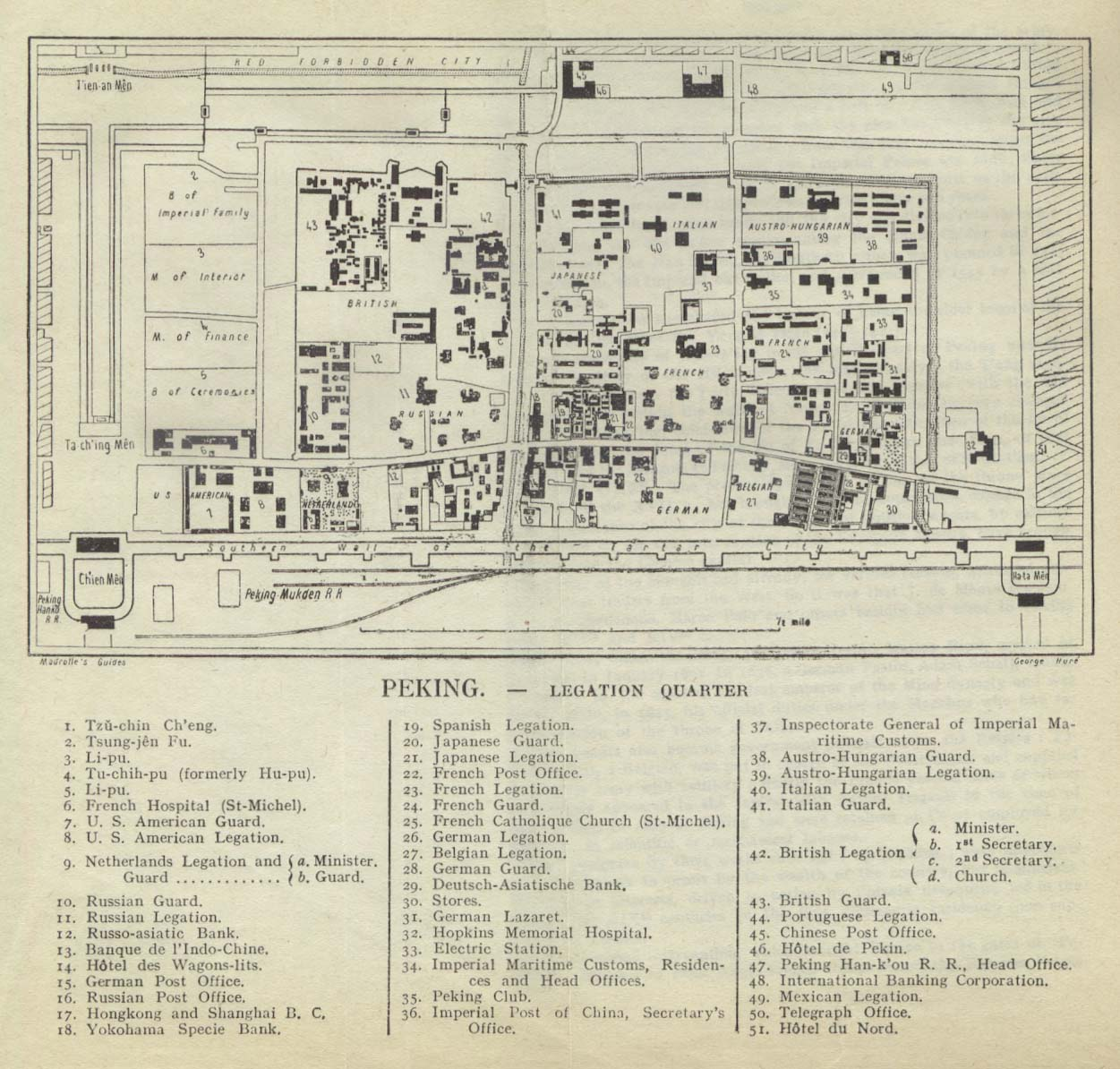
Карта Посольского квартала (1912 год)

Посольский квартал — район города Пекин, где между 1861 и 1959 годами было расположено большое число иностранных миссий. В Китае, район известен как «Дун цзяоминь сян» (东交民巷) — так назывался расположенный там хутун. Он находится непосредственно к востоку от площади Тяньаньмэнь.

## История

### Предыстория
При династии Юань, улица была названа Дун цзянми сян («Восточный переулок речного риса»). Это был район офисов налоговых и таможенных органов, так как был близок к речному порту, куда рис и зерно прибывали в Пекин с юга. При династии Мин в этот район переехали некоторый из «шести ведомств», в том числе Ведомство Ритуалов, решавшее дипломатические вопросы.

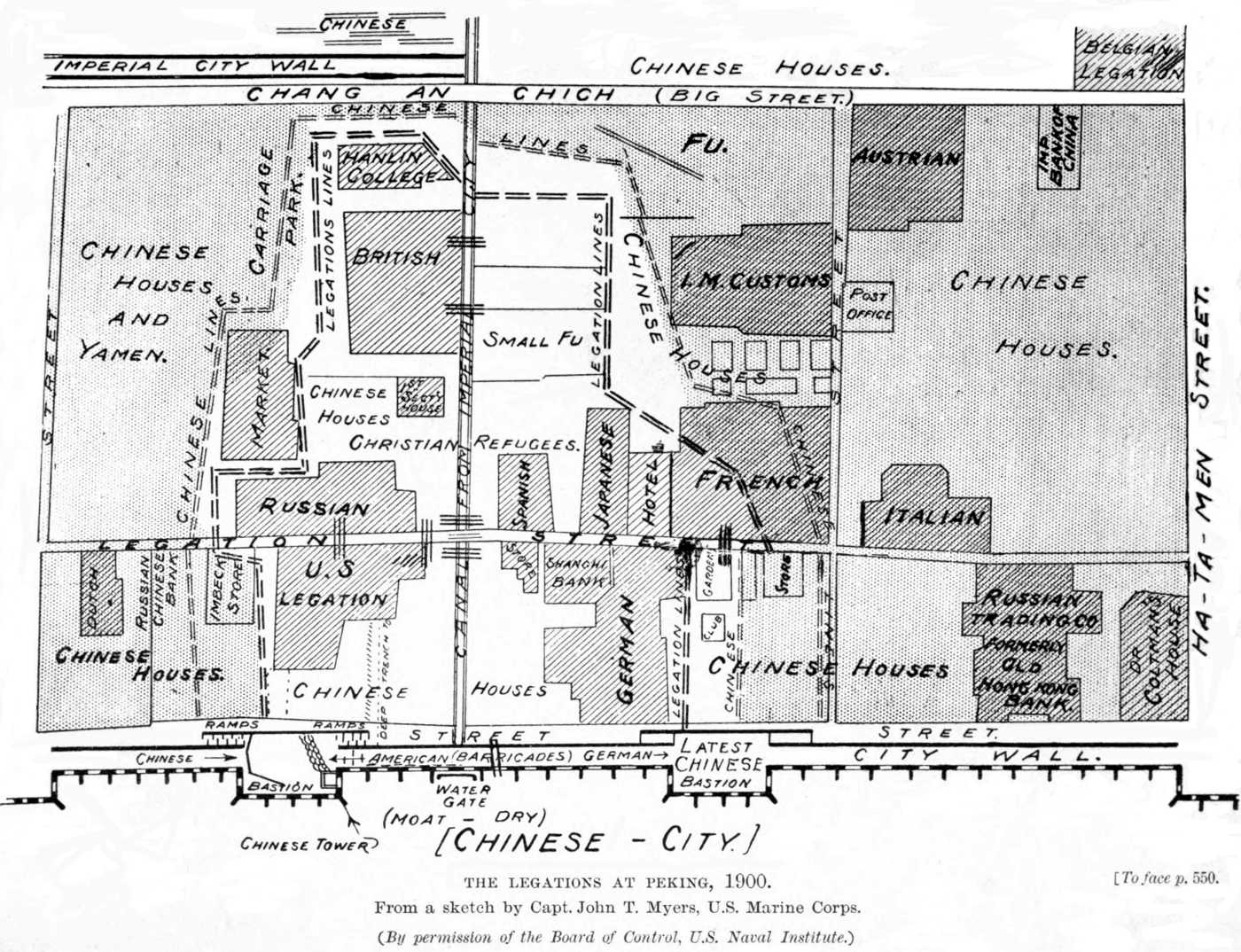
Схема расположения иностранных миссий в Пекине во время осады, 1900 год

### Посольский квартал
После поражения Китая в войне 1856—1860 для ведения дел с европейскими державами (которые не желали выполнять унизительные ритуалы, традиционно требуемые китайским двором от «варваров»), было создано специальное ведомство — Цзунлиямэнь.
Изначально иностранные миссии размещались хаотично поблизости от правительственных ведомств династии Цин в южной части старого Внутреннего города, к западу от площади Тяньаньмэнь. Во время боксерского восстания в 1900 году, посольский квартал стал центром международных событий, так как его несколько месяцев осаждали повстанцы-«боксёры». После того, как войска Альянса восьми держав, прорвавшись к Пекину, сняли осаду, европейские державы в соответствии с условиями «Заключительного протокола» получили право держать в Пекине вооружённые силы для охраны своих дипломатических представительств.

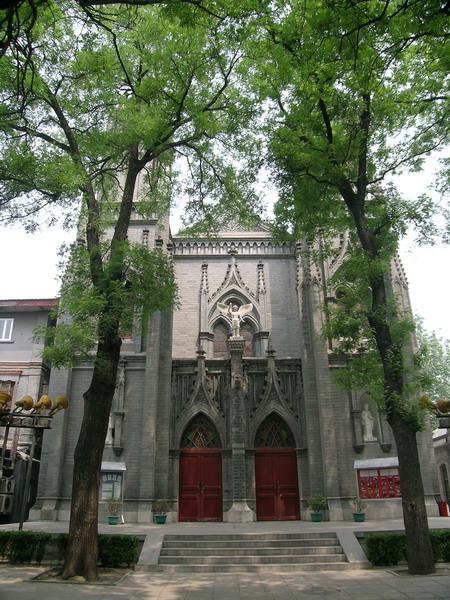
Католическая церковь, также известная как церковь святого Михаила, была построена в 1902 году на месте церкви, разрушенной во время Боксерского восстания.

Одним из условий «Заключительного протокола» было изменение названия улицы, на которой размещались иностранные посольства, на «Посольская улица». Ради выполнения этого условия для записи названия улицы были подобраны другие иероглифы так, чтобы название звучало похоже на исходное, но смысл при этом был бы близок к «Посольская улица». Большинство китайских правительственных учреждений перенесли свои резиденции в другие места.
В 1937, в момент начала японо-китайской войны, большинство иностранных посольств, кроме посольств стран Оси, уже находилось не в Пекине, поэтому правительство Китайской Республики официально восстановило свою юрисдикцию над Посольским кварталом.
На момент образования Китайской Народной Республики (1949), ряд иностранных посольств по-прежнему находились в Посольском квартале, но после 1959 года иностранные миссии были перенесены за пределы старых городских стен — в Саньлитунь.
Район пострадал в ходе культурной революции 1966—1976 годов. Начавшиеся в Пекине после 1980 года массовое строительство и реконструкция также повлияло на облик района. Некоторые здания (например, бывшее здание HSBC) были снесены для расширения дороги. Некоторые здания были заняты государственными учреждениями. Также в этом районе был построен ряд современных высотных зданий. Тем не менее район привлекает туристов значительным собранием в Пекине зданий в западном стиле, и поэтому охраняется местными властями.

## Внешние ссылки
- Map of former Legation Quarter + Legations
- Photographs of former Legation Quarter
- Legation Quarter Website